# Dikous
Dikous (ou Dikouss) est un village du groupement Ndogbianga de la commune d'Édéa IIe dans la Région du Littoral du Cameroun. 

## Géographie
Le village est situé à 66 km au nord-est du chef-lieu communal Ekité sur la route D56 qui lie Kopongo à Ngambe.

## Population et développement
En 1967, la population de Dikous était de 136 habitants. La population de Dikous était de 146 habitants dont 84 hommes et 62 femmes, lors du recensement de 2005. Elle est essentiellement composée de Bassa. 